# Шаєнн (округ, Канзас)
Шаблон:StateAbbr_ 39°48′ пн. ш. 101°48′ зх. д. / 39.8° пн. ш. 101.8° зх. д.
Округ Шаєнн (англ. Cheyenne County) — округ (графство) у штаті Канзас, США. Ідентифікатор округу 20023.

## Історія
Округ утворений 1873 року.

## Демографія
За даними перепису 
2000 року 
загальне населення округу становило 3165 осіб, усе сільське.
Серед мешканців округу чоловіків було 1561, а жінок — 1604. В окрузі було 1360 домогосподарств, 920 родин, які мешкали в 1636 будинках.
Середній розмір родини становив 2,85.
Віковий розподіл населення поданий у таблиці:
| Стать    | До 15 років | 15-21 | 22-29 | 30-39 | 40-49 | 50-65 | 65-85 | Понад 85 |
| -------- | ----------- | ----- | ----- | ----- | ----- | ----- | ----- | -------- |
| Чоловіки | 316         | 148   | 87    | 180   | 249   | 228   | 317   | 36       |
| Жінки    | 287         | 104   | 84    | 175   | 232   | 233   | 408   | 81       |

## Суміжні округи
- Данді, Небраска — північ
- Ролінс — схід
- Шерман — південь
- Кіт-Карсон, Колорадо — південний захід
- Юма, Колорадо — захід

## Виноски
1. ↑  U.S. Decennial Census. United States Census Bureau. Архів оригіналу за 26 квітня 2015. Процитовано 22 липня 2014.
2. ↑  Historical Census Browser. University of Virginia Library. Архів оригіналу за 11 серпня 2012. Процитовано 22 липня 2014.
3. ↑  Population of Counties by Decennial Census: 1900 to 1990. United States Census Bureau. Архів оригіналу за 5 червня 2019. Процитовано 22 липня 2014.
4. ↑  Census 2000 PHC-T-4. Ranking Tables for Counties: 1990 and 2000 (PDF). United States Census Bureau. Архів оригіналу (PDF) за 18 грудня 2014. Процитовано 22 липня 2014.
5. ↑  State & County QuickFacts. United States Census Bureau. Архів оригіналу за 23 грудня 2015. Процитовано 22 липня 2014. [Архівовано 2015-12-23 у Wayback Machine.](англ.) Наведено за англійською вікіпедією.
6. ↑  American FactFinder. Бюро перепису населення США. Архів оригіналу за 26 лютого 2012. Процитовано 31 січня 2008. [Архівовано 2008-05-21 у Wayback Machine.]

| США | Це незавершена стаття з географії США. Ви можете допомогти проєкту, виправивши або дописавши її. |